# José Furiati
José Furiati Manganelli es un economista venezolano que se desempeñó como diputado al Parlamento Latinoamericano para el período 2000-2005. Furiati es egresado de la Universidad Central de Venezuela (UCV), tiene una maestría en economía y administración de hidrocarburos, y un doctorado en ciencias del desarrollo. También es profesor jubilado de la Universidad Centroccidental Lisandro Alvarado (UCLA). Durante su periodo como diputado al Parlatino fue integrante de la Comisión de Equidad y Género, Niñez y Juventud, de la Comisión de Energía y Minas, y de la Comisión de Medio Ambiente y Turismo.